# Platygaster koponeni
Platygaster koponeni är en stekelart som beskrevs av Peter Neerup Buhl 2003. Platygaster koponeni ingår i släktet Platygaster och familjen gallmyggesteklar. Inga underarter finns listade i Catalogue of Life.